# 林子口
林子口，原寫為林仔口，是臺北市士林區的一個地名，位於該區南部，範圍大致為福林里中部、福志里不含最西端條狀地區。

## 歷史
台灣清治末期至日治前期，林子口地區為一街庄，稱為「林仔口庄」，隸屬於芝蘭一堡。該庄北隔外雙溪與石角庄為鄰，東與雙溪庄為鄰，南邊為大直庄為界，西邊為福德洋庄。
1901年（日治明治三十四年）11月，該庄隸屬於臺北廳，編入第九區。1906年（明治三十九年）1月，第九改名「士林區」。1920年（大正九年），該庄改制並雅化為「林子口」大字，隸屬於臺北州七星郡士林街，大字下有「林子口」、「溪洲子」小字名。
戰後士林街改制為士林鎮，隸屬於臺北縣，本區與鄰近的福德洋部分地區合劃為福林里。1949年，士林鎮與北投鎮一併改隸屬新成立的草山管理局。1950年隨著草山改名為陽明山，草山管理局亦改名為陽明山管理局，士林鎮仍隸屬之。1968年7月臺北市改制為院轄市，士林鎮併入成為士林區。1990年3月，臺北市各區重劃，該地區仍屬於士林區。

## 交通
省道台2甲線經過林子口地區，是主要連外道路，往東北可前往金山，往西南轉南可前往台北市區。

## 學校
- 福林國小

## 公園
- 雙溪公園